# إدوارد ليفينغستون ترودو
إدوارد ليفينغستون ترودو (بالإنجليزية: Edward Livingston Trudeau)‏ هو طبيب أمريكي، ولد في 5 أكتوبر 1848 في نيويورك في الولايات المتحدة، وتوفي في 15 نوفمبر 1915 في نيويورك في الولايات المتحدة.